# Синтра
Синтра (на португалски: Sintra) е град и община в регион Голям Лисабон в Португалия, разположен на Португалската ривиера. Населението на общината през 2021 г. е 385 654 души, на площ от 319,23 км2. Синтра е една от най-урбанизираните и гъсто населени общини в Португалия. Основна туристическа дестинация, известна със своята живописност, общината разполага с няколко исторически дворци, замъци, живописни плажове, паркове и градини.
Районът включва природния парк Синтра-Кашкайш, през който минават планините Синтра. Историческият център на Вила де Синтра е известен със своята романтична архитектура от XIX век, исторически имоти и вили, градини и кралски дворци и замъци, което доведе до класифицирането на града като обект на световното наследство на ЮНЕСКО. Забележителностите на Синтра включват средновековния замък на маврите, романтичния национален дворец Пена и португалския ренесансов национален дворец Синтра .
Синтра е една от най-богатите общини както в Португалия, така и на Пиренейския полуостров като цяло. Той е дом на една от най-големите чуждестранни емигрантски общности по протежение на Португалската Ривиера и постоянно се нарежда като едно от най-добрите места за живеене в Португалия.
Ежегодният форум на централните банки, организиран от Европейската централна банка, се провежда в Синтра.

## Личности
- Крал Афонсу V (1432 – 1481), известен с прозвището Африканецът, крал на Португалия.
- Андре де Албукерке Рибафриа (1621 – 1659), португалски благородник и военачалник.
- Инфанта Мария Франсишка (1800 г. в Келуз – 1834 г.), португалска инфанта (принцеса), дъщеря на португалския крал Жуау VI
- Васко Гонсалвеш (1921 – 2005), офицер от португалската армия, участник в Революцията на карамфилите, 104-ти министър-председател на Португалия, 1974 – 1975.
- Хорхе де Брито (1927 г. в Келуз – 2006 г.), бизнесмен и 28-и президент на ФК „Бенфика“
- Клотилде Роза (1930 г. в Келуш – 2017 г.), португалска арфистка, педагог и композитор.
- Руй Бело (1933 – 1978 в Келуш), португалски поет, есеист и екзистенциалист
- Васко Мартинс (роден през 1956 г. в Келуз), музикант и композитор от Кабо Верде
- Мануела Браво (родена през 1957 г. в Келуз), певица, участвала в конкурса за песен на Евровизия през 1979 г.
- Изабел Стилуел (родена през 1960 г.), португалска журналистка и писателка.
- Питър Кембър (роден през 1965 г.), сценично име Sonic Boom, английски певец и звукозаписен продуцент
- Зе Кабра (роден през 1965 г.), бивш художник и комедиен певец
- Мигел Рибейро (роден през 1974 г.) е португалски сценарист и режисьор.[19]

- Луис Лурейро (* 1976 г.), бивш футболист с 295 клубни мача и 6 за Португалия
- Рикардо Силва (* 1977 г. в Агуалва-Касем), бивш футболист с 293 мача
- Марко Канейра (* 1979 г.), футболист с 326 клубни мача и 25 за Португалия
- Бруно Коелю (роден през 1987 г.), футболист със 146 клубни мача за Бенфика и 102 за Португалия
- Долорес Силва (родена през 1991 г. в Келуз), футболистка със 123 мача за женския национален отбор по футбол на Португалия